# Пелькіна Лідія Андріївна
Лідія Андріївна Пелькіна (нар. 22 грудня 1911, Керч — пом. 1994) — український мистецтвознавець; член Спілки радянських художників України.

## Біографія
Народилася 22 грудня 1911 року в місті Керчі. 1937 року закінчила Київський державний університет імені Тараса Шевченка. До німецько-радянської війни і під час окупації Києва військами Вермахту працювала науковим співробітником Київського музею російського мистецтва. У 1947 році очолила науково-дослідний відділ мистецтва XIII — першої половини XIX століття Київського державного музею українського мистецтва. Жила у Києві, в будинку на вулиці Рєпіна/Терещенківській, № 9, квартира № 6. Померла у 1994 році.

## Роботи
Працювала в галузі історії мистецтва та художньої критики. Авторка науково-популярних праць, статей з історії російського образотворчого мистецтва, естетичного виховання та музеєзнавства. Серед них:
- «Як дивитися і розуміти твори образотворчого мистецтва» (Київ, 1962);
- «Образотворче мистецтво» (Київ, 1962; у співавторстві Володимиром Павловим);
- вступна стаття до альбому «Київський музей російського мистецтва» (1962);
- «Музей і школа»  (Київ, 1966);
- «Нариси про твори радянських художників» (Київ, 1968).